# Karikaturpreis der deutschen Anwaltschaft
Der Karikaturpreis der deutschen Anwaltschaft ist ein internationaler Kunstpreis, der seit 1998 von der Bundesrechtsanwaltskammer (BRAK) verliehen wird. Damit sollen „international herausragende Karikaturisten geehrt werden, die sich mit ihren kritischen Darstellungen aktueller politischer und kultureller Missstände auf hintergründige Weise für eine gerechtere und menschlichere Welt einsetzen.“ (lt. Selbstdarstellung). Die BRAK sieht dabei Karikaturisten als künstlerische Anwälte für Benachteiligte und Schwache, für mehr Gerechtigkeit.
Der Jury gehören an: Ulrich Scharf, ehemaliger Vizepräsident der Bundesrechtsanwaltskammer und Vorsitzender der Karikaturpreisjury, Journalist Andreas Platthaus, Anne Hélène Hoog, Direktorin des Comic-Museums in Angoulême, Martin Sonntag, Leiter und Geschäftsführer der Caricatura – Galerie für Komische Kunst in Kassel und Thomas Remmers, Rechtsanwalt und Notar aus Hannover und Vizepräsident der Bundesrechtsanwaltskammer. Die Auszeichnung wird alle zwei Jahre verliehen und ist mit 5.000 Euro dotiert.

## Preisträger
- 1998 Ronald Searle
- 2000 Tomi Ungerer
- 2002 Edward Sorel
- 2004 Marie Marcks
- 2006 Gerhard Haderer
- 2008 Robert O. Blechman
- 2010 Gerald Scarfe
- 2012 Hans Traxler
- 2014 Steve Bell
- 2016 Achim Greser und Heribert Lenz
- 2018 Sefer Selvi
- 2020 Camila „CamdelaFu“ de Fuente
- 2022 Pawel Kuczyński